# Skålvallbrännan
Skålvallbrännan är ett naturreservat i Ljusdals kommun i Gävleborgs län.
Området är naturskyddat sedan 2000 och är 119 hektar stort. Reservatet består av ett centralt myr och tjärnområde och skog däromkring som delvis består av lövträd som växt upp efter en brand 1933. 